# Улица Сењанина Иве (Београд)
| Улица Сењанина Иве | Улица Сењанина Иве  |
| ------------------ | ------------------- |
|                    |                     |
| Општина            | Стари Град          |
| Почетак            | Доситејева улица    |
| Крај               | Улица Миће Поповића |
| Створена           | 1909.               |
| Стари називи       | Бановић Иве         |
|                    |                     |
|                    |                     |
| Сењанина Иве       |                     |

Улица Сењанина Иве  налази се на Општини Стари Град Београда и протеже се правцем од краја Доситејеве улице до Улице Миће Поповића.

## Име улице
Улица је настала 1909. године. Улица се налази на Општини Стари Град и пружа се од краја Доситејеве улице до Улице Миће Поповића. Пролази поред Гундулићевог венца и пресеца Улицу Жоржа Клемансоа. Године 1922. и 1925. помиње се под називом Бановић Иве.

### Иво Сењанин
Назив је добила по Ивану Сенковићу или од Сења Ивана који је један од најрепрезентативнијих ликова усменог песништва. Као ускок и хајдук прославио се бројним подвизима у биткама против Турака Османлија. Према различитим историјским изворима помиње се као Иван Влатковић или  Иво Новаковић.

## Суседне улице
- Улица Миће Поповића
- Улица херцег Стјепана
- Улица Жоржа Клемансоа
- Гундулићев венац

## Улицом Сењанин Иве

### Комплекс радничких станова
Комплекс радничких станова је споменик културе и протеже се улицама: Гундулићев венац 30-32, Венизелосова 13, Херцег Стјепана 3-5, Сењанина Иве 14-16. Комплекс станова чине објекти од којих је први саграђен 1909. године по пројекту прве жене архитекте Јелисавете Начић, а изграђен је на иницијативу Београдске општине, због решења стамбеног питања радника у доба интезивног развоја индустрије у Београду почетком 20. века.

- Једнолична грађевина која се простире Венизелосовом

### Спортска гимназија
Спортска гимназија је са радом почела у септембру 2002. године. Школску 2002/2003. годину настава се одвијала у два објекта, и то у згради бивше XI београдске гимназије и у згради у Улици Петра Чајковског 2а. Школа се од 2017. године налази у згради у Улици херцег Стјепана 7, на месту некадашње основне школе „Стари град”.

## Занимљивости
Уништавање мува